# Бернаскони, Иван Петрович
Иван Петрович Бернаскони (1770—1827) — русский архитектор швейцарского происхождения, академик архитектуры Императорской Академии художеств.

## Биография
Приехав в Россию в 1812 году, он представил план и фасады военных казарм для пехотного полка и получил от Императорской Академии художеств звание «назначенного в академики». По определению академического совета, профессор архитектуры А. Н. Воронихин задал Бернаскони программу: «сочинить план здания для помещения губернской гимназии». Но эта программа почему-то не была исполнена, и Бернаскони получил звание академика за проект соборной церкви (в сентябре 1814 года).
Среди его работ: проекты здания военных казарм для пехотного полка (1812), соборной церкви (1814) и др.